# 臨床試驗
臨床試驗（英語：clinical trial）是一種临床研究方法，指根據研究方案採用已上市藥物或安慰劑作為對照組，對藥物或其他醫學治療在受試者身上進行比較測試的過程。在臨床試驗中，研究者要先決定所要測試的療法，例如藥物或裝置，再決定用哪種療法與它比較，以及需要找哪一類型的病人來作為測試對象。治療用藥物的話要證明它能有效延長病人的生命、減輕特定症狀或降低不良事件之發生以改善病人生活品質。

## 測试过程
在世界上的大部份国家将临床试验分为4到5期，并对每期临床试验的基本准则和技术要求作出的规定。

### 0期临床试验
0期临床试验是研制者使用微剂量在少量健康受试者或者病人进行的单剂量或不超过7d的多剂量给药的研究。所谓微剂量，是指低于通过临床前毒理学研究获得的动物安全性数据而推导出的拟用于人体可能产生临床药理学作用剂量的1/100，同时，最大剂量不超过100ug的剂量。

## 试验分期

### Ⅰ期临床试验
Ⅰ期临床试验也称临床药理和毒理作用试验期。其是对已通过临床前安全性和有效性评价的新药在人体上验证其安全性。即是根据预先设计的计量，从初始安全剂量开始，逐渐加大，观察人体对该种新药的耐受程度，以确定人体可接受而又不会导致毒副反应发生的剂量大小。之后将进行多次给药试验，以确定适合于Ⅱ期临床试验所需的剂量和程序。同时，还必须进行人体的单剂量和多剂量的药动学研究，以为Ⅱ期临床试验提供合适的治疗方案。Ⅰ期临床试验通常由健康的志愿者参与。在抗癌药物开发研究中也允许少数患者参与初步实验。一般而言，Ⅰ期临床试验总共需要試驗10~80個病人。

### Ⅱ期临床试验
Ⅱ期临床试验也称临床治疗效果的初步探索试验。即是用较小总体的选定适应症的患者，对药物的疗效和安全性进行临床研究，其间将重点观察新药的治疗效果和不良反应。同时，还要对新药的药动学和生物利用度方面进行研究，以确定患者与健康人的药动学差异。Ⅱ期临床试验的主要目的是为Ⅲ期临床试验做准备，以确定初步的临床适应症和治疗方案。Ⅱ期临床试验总共需要試驗100-200個病人。對照組的病人愈多那便能更進一步找到非常見的副作用。

### Ⅲ期临床试验
Ⅲ期临床试验也称治疗的全面评价临床试验。即是在对已通过Ⅱ期临床试验确定了其疗效的新药，与现有已知活性的药物或无药理活性的安慰剂进行对照试验。该期试验对于患者的选择非常严格，其还必须具有明确的疗效标准和安全性评价标准。新药在经过对照试验后，将对其疗效和長期安全性进行全面的评价，以判断其是否具有治疗学和安全性特征，这决定着其是否能够批准上市销售。Ⅲ期临床试验总共需要試驗300－500個病人，最少要測試100次，否則統計學上會有誤差，对照組的數量則无具体规定。

### Ⅳ期临床试验
Ⅳ期临床试验也称藥物推出后的临床监察期。即是在新药推出后，通过大量调查藥物對病人的臨床效果及情況，监视新药有无效，如何最好地使用以及副作用的发生機會和程度。若疗效不理想或出现严重的副作用而且发生率较高，管制部門则會将那新药召回和退市。第4期臨床測試會一直進行，只要仍有很多人用這種藥物。

## 扩展阅读
- Rang HP, Dale MM, Ritter JM, Moore PK (2003). Pharmacology 5 ed. Edinburgh: Churchill Livingstone. ISBN 0-443-07145-4
- Finn R, (1999). Cancer Clinical Trials: Experimental Treatments and How They Can Help You., Sebastopol: O'Reilly & Associates. ISBN 1-56592-566-1
- Chow S-C and Liu JP (2004). Design and Analysis of Clinical Trials : Concepts and Methodologies, ISBN 0-471-24985-8
- Pocock SJ (2004), Clinical Trials: A Practical Approach, John Wiley & Sons, ISBN 0-471-90155-5